# Leucorchestris flavimarginata
Leucorchestris flavimarginata là một loài nhện trong họ Sparassidae.
Loài này thuộc chi Leucorchestris. Leucorchestris flavimarginata được George Newbold Lawrence miêu tả năm 1966.